# ليو الأول
ليو الأول (401 - 474) كان إمبراطوراً بيزنطياً حكم بين 457 - 474. فكان آخر إمبراطور من سلسلة الأباطرة التي وضعت على العرش من قبل أسبار. كان ليو الأول إمبراطوراً قوياً وتمكّن من الاستقلال عن سلطة أسبار مما أدى إلى تأزم العلاقة بينهما الأمر الذي أودى بحياة أسبار قتلاً في النهاية. كان أول إمبراطور بيزنطي يشرّع القوانين باللغة اليونانية بدلاً من اللاتينية وهو أول إمبراطور يقوم بتتويجه على العرش بطريرك القسطنطينية. طوبته الكنيسة الأرثودكسية قديساً تحتفل بذكراه في العشرين من شهر يناير من كل عام.
| قبله: مارقيان | الأباطرة البيزنطيون | بعده: ليو الثاني |